# 豊楽院

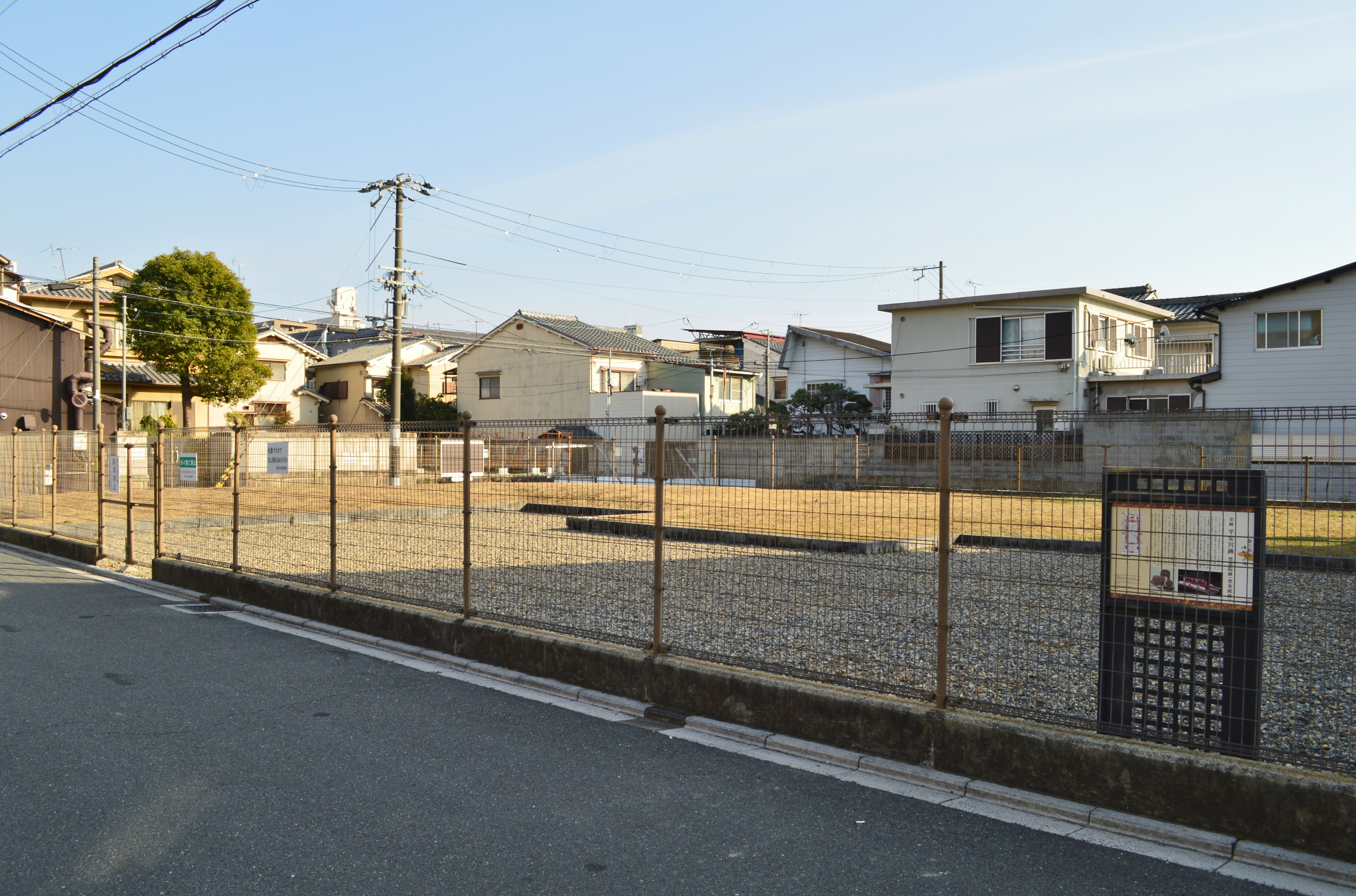
平安宮 豊楽院跡（北西隅）

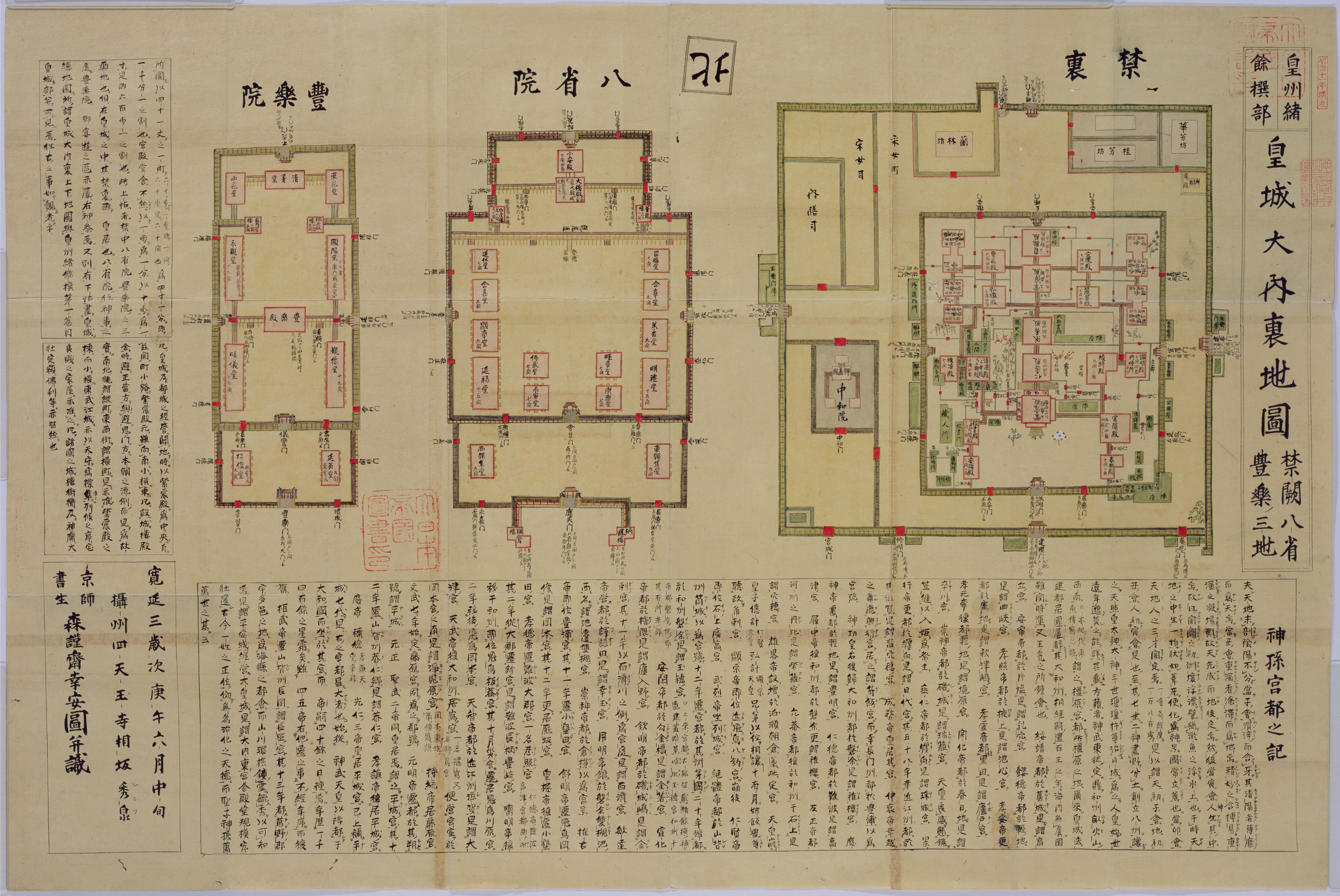
皇城大内裏地図。左が豊楽院。
寛延3年(1750)。森幸安書写。

豊楽院（ぶらくいん）は、平安京大内裏（平安宮）の院の1つ。朝廷の饗宴に用いられた施設である。

## 概要
豊楽（ぶらく）とは和訓「とよのあかり」であり宴会を意味する。豊楽院はその名の通り、饗宴施設として平安京遷都直後、大内裏の正庁である朝堂院の西側に隣接して造営された。四方を築地で囲まれ、南に正門である豊楽門を構えていた。新嘗祭、大嘗祭の宴のほか、正月慶賀、節会（せちえ）、射礼（じゃらい）、饗応などが行われ、正殿である豊楽殿には天皇列席の際に高御座（たかみくら）が置かれた。朝廷の機能が徐々に内裏（天皇の私的住居）へ移行するに従って、朝廷の饗宴は紫宸殿で行われるようになり、その地位を低下させていった。10世紀には廃墟同然のさまであったといわれ、1063年（康平6年）に全焼したのち、再建されることはなかった。
1987年から1988年にかけての発掘調査により、豊楽殿の遺構が確認され、緑釉瓦などの遺物が出土した。遺構は国の史跡に、出土品は重要文化財（考古資料）に、それぞれ指定されている。
跡地とされる京都市中京区聚楽廻西町には「史跡平安宮豊楽殿跡」碑が建てられている。2015年度（平成27年度）には発掘調査によって豊楽殿の規模が確定し、平城宮の第2次大極殿と一致することから同殿の移築と推測する説が生じている。

## 文化財

### 重要文化財（国指定）

平安宮豊楽殿出土品京都市考古資料館展示（他画像も同様）。

- 平安宮豊楽殿跡出土品（考古資料） - 明細は以下。京都市所有、京都市埋蔵文化財調査センター保管。2005年（平成17年）6月9日指定[2]。
  - 緑釉・三彩瓦 422点
  - 瓦塼類 237点
  - 白色土器 3点
  - 金属製品 3点
  - ガラス玉 1点
  - 基壇石材 8点

### 国の史跡
- 豊楽院跡（史跡「平安宮跡」のうち）
1990年（平成2年）2月22日、「平安宮豊楽殿跡」として国の史跡に指定。
2008年（平成20年）7月28日、既指定の史跡「平安宮内裏内郭回廊跡」と「平安宮豊楽殿跡」を統合し、清暑堂跡および豊楽殿・清暑堂間の廊跡を追加指定して、「平安宮跡」に名称変更[3]。

緑釉瓦
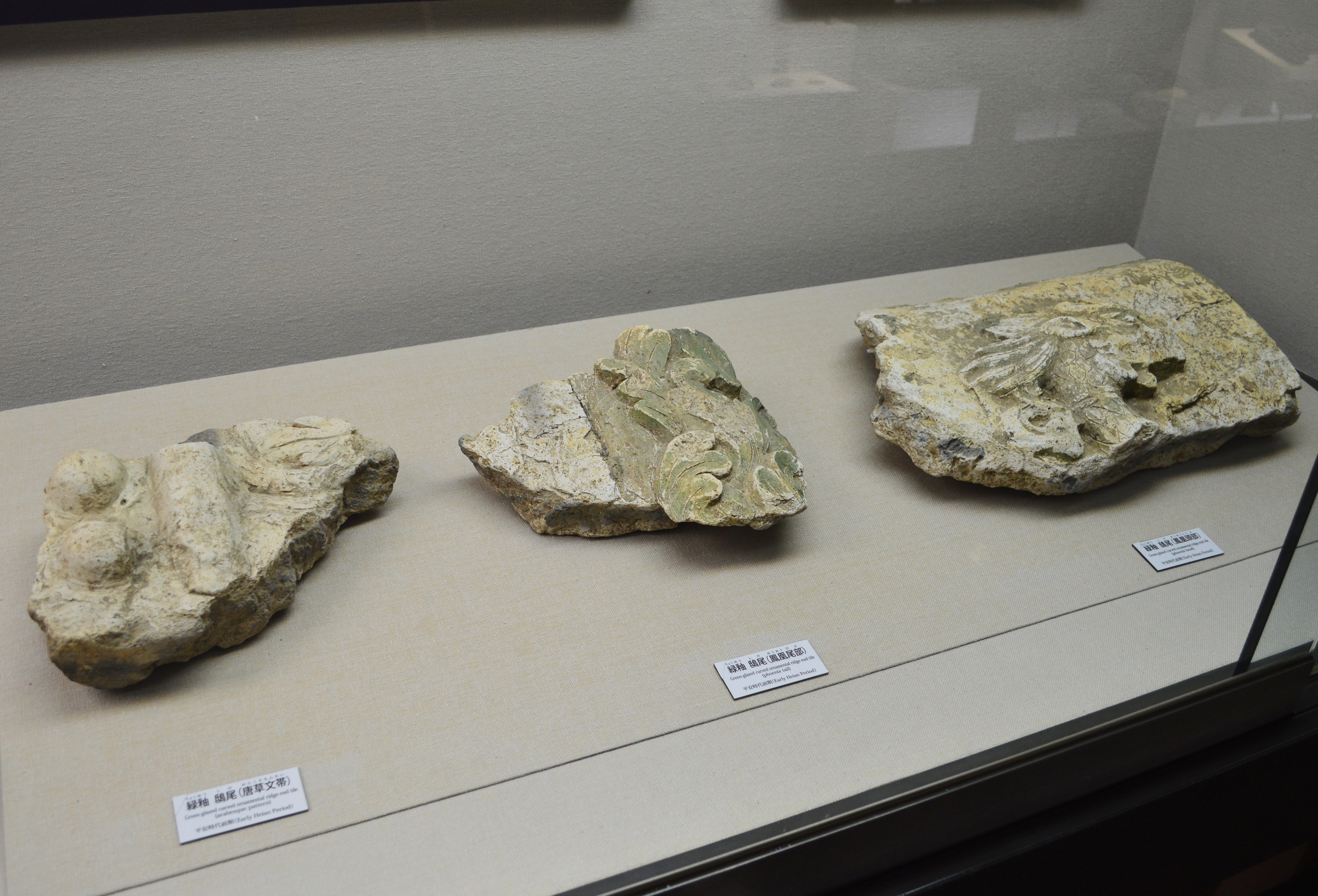
緑釉鴟尾
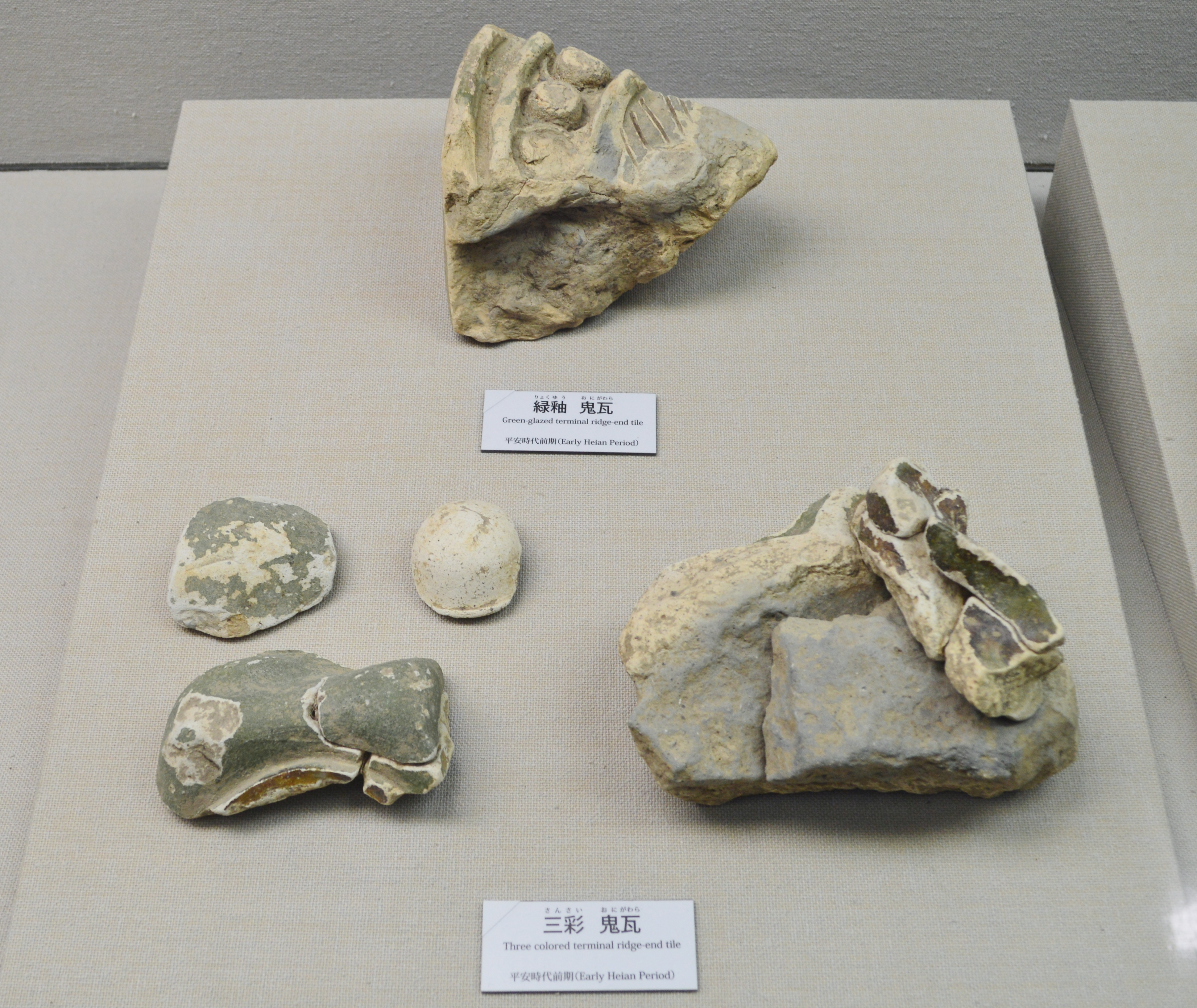
緑釉鬼瓦・三彩鬼瓦
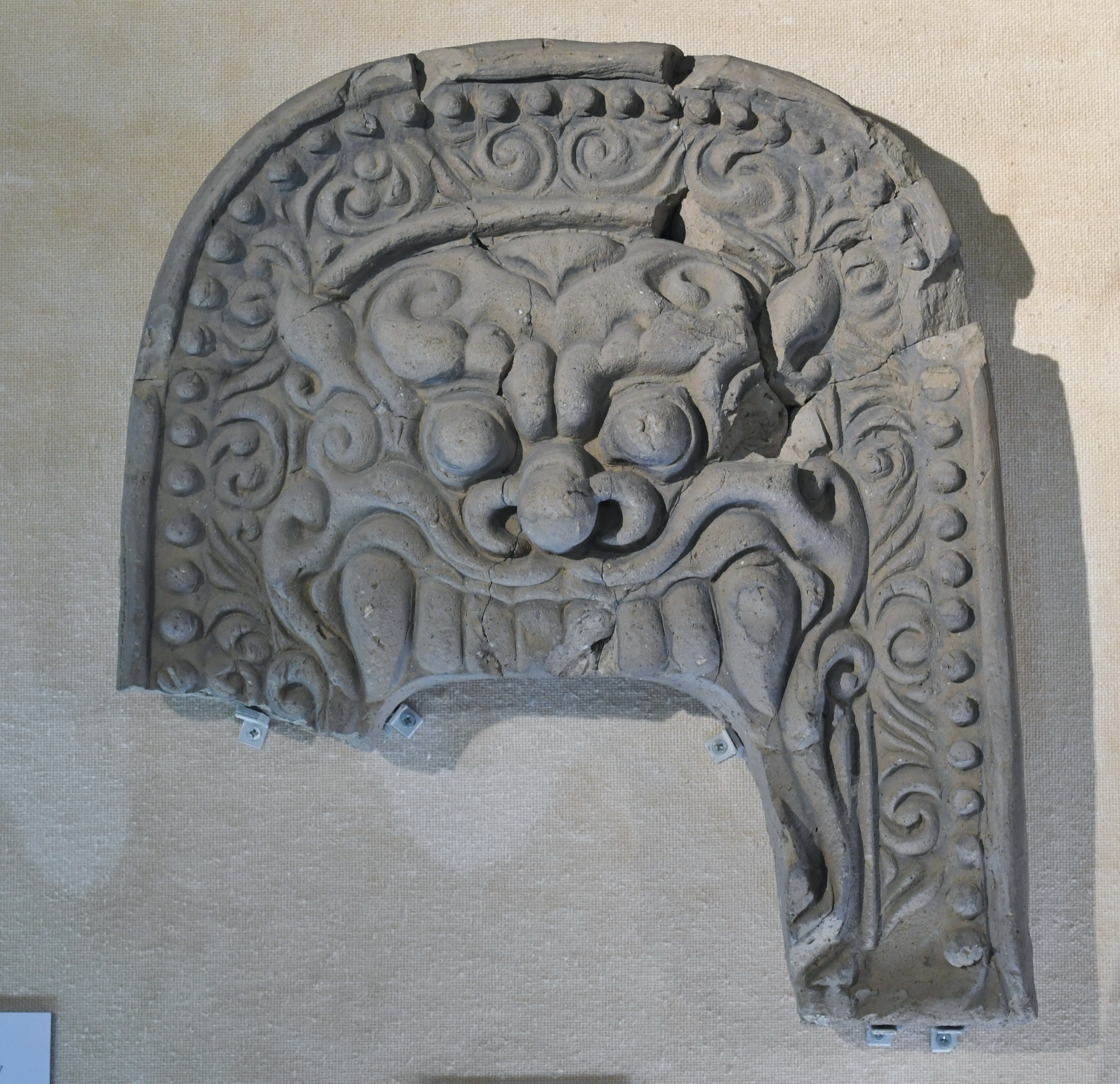
鬼瓦
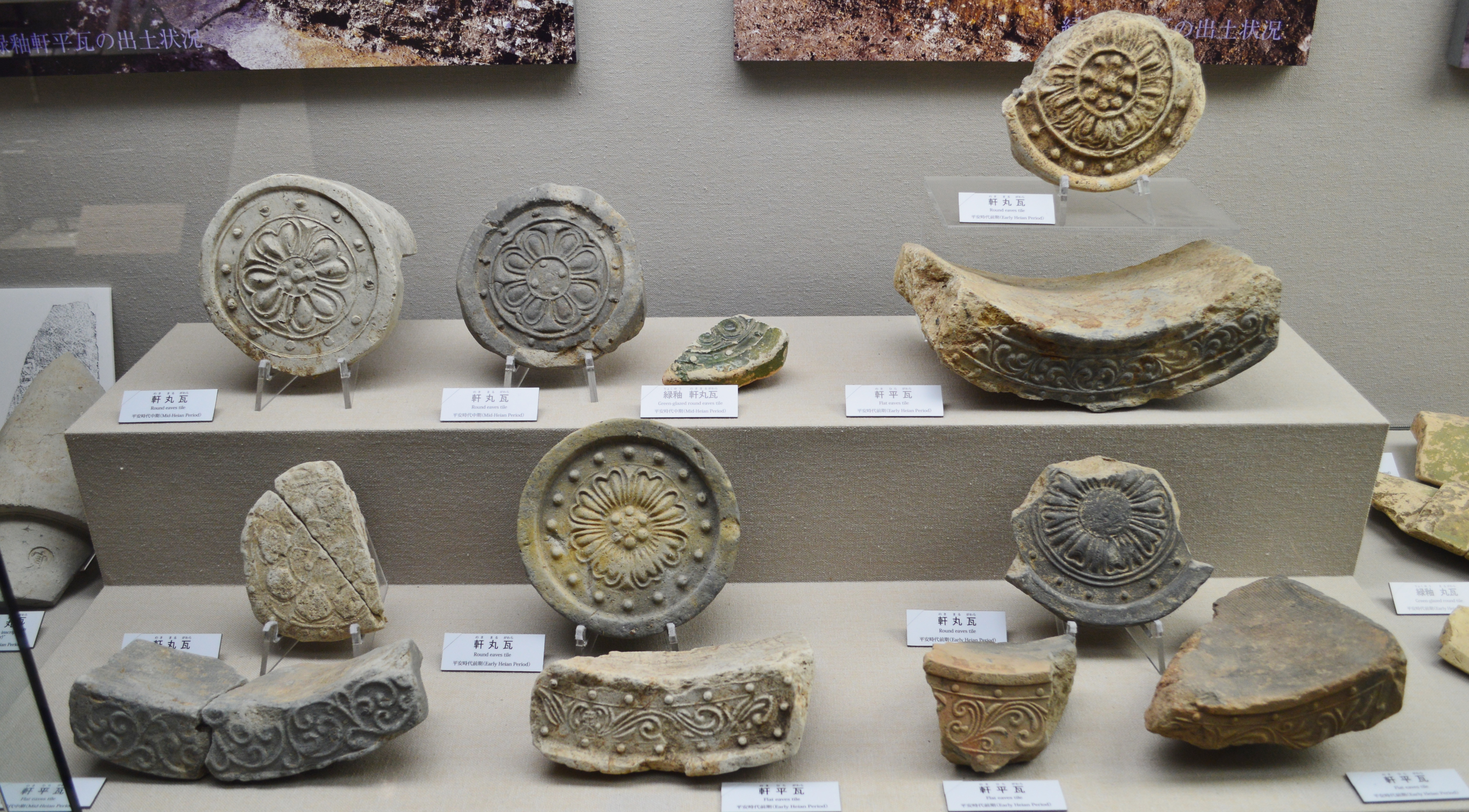
軒瓦
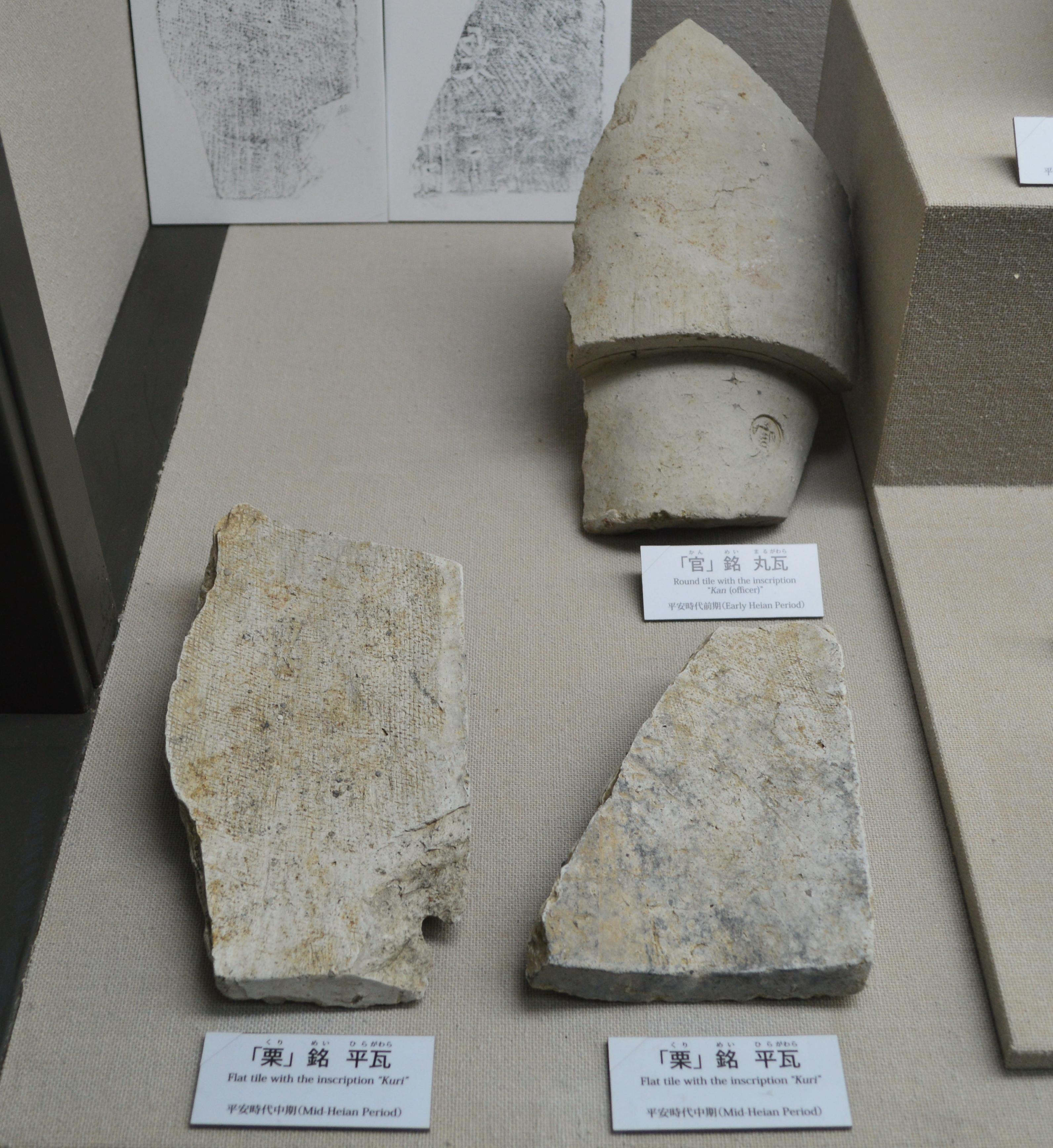
文字銘瓦
垂木先飾金具・白色土器